# Морская полиция: Спецотдел (сезон 15)
29 февраля 2016 года CBS продлил сериал сразу на 14 и 15 сезоны. Пятнадцатый сезон стартовал 26 сентября 2017.
В прошлом сезоне было объявлено о уходе Дженнифер Эспозито (роль Александра Квинн), её место займёт Мария Белло в качестве спецагента и практикующего психолога Жаклин «Джеки» Слоан в середине сезона. Торрес (Уилмер Эдуардо Вальдеррама) заявляет в первой серии сезона, что Квинн теперь находится в отпуске, заботясь о своей матери, это совпадает с сюжетной дугой, которую её персонаж поддерживал в течение некоторого времени. Конкретная точка оборота между персонажами Квинн & Слоан происходит в конце 4 серии сезона, когда происходит премьера персонажа Белло. По завершении текущего сезона (в конце 22-го эпизода) Поли Перретт (роль Эбби Шуто) покинет проект.
«Морская полиция: Спецотдел» был продлён на шестнадцатый сезон 13 апреля 2018 года после сделки с Марком Хармоном, на 2018—2019 гг.
На DVD сезон вышел 21 августа 2018.

## В ролях
| Имя                           | Исполнитель                | В ролях        | Периодический персонаж |
| ----------------------------- | -------------------------- | -------------- | ---------------------- |
| Лерой Джетро Гиббс            | Марк Хэрмон                | весь сезон     | н/д                    |
| Элеонора «Элли» Бишоп         | Эмили Уикершем             | весь сезон     | н/д                    |
| Тимоти МакГи                  | Шон Мюррей                 | весь сезон     | н/д                    |
| Николас Торрес                | Уилмер Эдуардо Вальдеррама | весь сезон     | н/д                    |
| Джимми Палмер                 | Брайан Дитцен              | весь сезон     | н/д                    |
| Эбби Шуто                     | Поли Перретт               | весь сезон     | н/д                    |
| Леон Вэнс                     | Роки Кэрролл               | весь сезон     | н/д                    |
| Доктор Дональд «Даки» Мэллард | Дэвид Маккаллум            | весь сезон     | н/д                    |
| Клейтон Ривз                  | Дуэйн Генри                | весь сезон     | н/д                    |
| Жаклин «Джеки» Слоан          | Мария Белло                | с 4-го эпизода | н/д                    |

## Эпизоды
| № | №  | Название                                               | Режиссёр              | Сценарист                                                                | Дата показа в США | Зрители США (миллионы) |
| --- | -- | ------------------------------------------------------ | --------------------- | ------------------------------------------------------------------------ | ----------------- | ---------------------- |
| 331 | 1  | «House Divided» «Покинутый дом»                        | Тони Уормби           | Стивен Д. Биндер                                                         | 26 сентября 2017  | 13.29                  |
| Команда NCIS продолжает поиски Гиббса и МакГи через два месяца после того, как они пропали без вести, сражаясь с повстанцами в Парагвае. Тем временем Вэнса и Торреса вызывают на слушания в Конгресс относительно провала миссии в Парагвае. |    |                                                        |                       |                                                                          |                   |                        |
| 332 | 2  | «Twofer» «Дешёвка»                                     | Джеймс Уитмор-младший | Скотт Уильямс                                                            | 3 октября 2017    | 13.50                  |
| Группа начинает расследование убийства лейтенанта ВМФ тело которого нашли на кладбище. Параллельно расследованию, Гиббс и МакГи пытаются пройти психиатрическую экспертизу для возвращения на работу. |    |                                                        |                       |                                                                          |                   |                        |
| 333 | 3  | «Exit Strategy» «Стратегия отступления»                | Терренс О'Хара        | Кристофер Дж. Уэйлд                                                      | 10 октября 2017   | 13.30                  |
| Во время засады, напарник Торреса из полиции таинственным образом исчезает, команда берётся за расследование. Расследование приводит всю команду NCIS к делу десятилетней давности. |    |                                                        |                       |                                                                          |                   |                        |
| 334 | 4  | «Skeleton Crew» «Дежурная команда»                     | Рокки Кэрролл         | Дженнифер Корбетт                                                        | 17 октября 2017   | 12.85                  |
| Директор Вэнс представляет команде Гиббса нового агента NCIS - Джеки Слоан. Директор рассказывает как добивался её перевода из офиса в Калифорнии в штаб-квартиру. Между этим весь штат остаётся во власти урагана, а команда берётся за расследование похищения моряка. Торреса и Бишоп, Гиббс отправляет на корабль в море, что бы они нашли мотив похищения.                                   |    |                                                        |                       |                                                                          |                   |                        |
| 335 | 5  | «Fake It 'Til You Make It» «Подделка»                  | Томас Дж. Райт        | Дэвид Дж. Норт                                                           | 24 октября 2017   | 13.30                  |
| Когда Ривз встречается со старым другом, того похищают, и Ривз обращается к команде Гиббса за помощью. Команда берётся за расследование, и узнают, что основной подозреваемый был уже похищен. Тем временем старое фото из детства МакГи становится популярным мемом. |    |                                                        |                       |                                                                          |                   |                        |
| 336 | 6  | «Trapped» «Захваченный»                                | Бетани Руни           | Брендан Феили                                                            | 31 октября 2017   | 12.11                  |
| На поле для гольфа был убит старшина ВМФ, МакГи находит хрупкую ниточку в часах убитого старшины, и выходит на свидетеля убийства. Палмер просит всю команду в благотворительности для строительства специальных площадок для детей с ограниченными возможностями, Торрес неохотно принимает участие в этой акции и удивляет всех своей щедростью.                                                |    |                                                        |                       |                                                                          |                   |                        |
| 337 | 7  | «Burden of Proof» «Обремененное доказательство»        | Деннис Смит           | Джина Люсита Монреаль                                                    | 7 ноября 2017     | 13.47                  |
| После того, как осуждённый преступник клянётся, что агентство NCIS обвинило его в убийстве десять лет назад, Гиббс начинает своё собственное расследование, начиная с нового вскрытия Даки. Кроме того, старший агент ФБР Форнелл присоединяется к команде, так как он был ведущим следователем в первоначальном совместном деле ФБР и NCIS.                                                      |    |                                                        |                       |                                                                          |                   |                        |
| 338 | 8  | «Voices» «Голоса»                                      | Тони Уормби           | Стивен Д. Биндер                                                         | 14 ноября 2017    | 13.08                  |
| Голоса внутри головы женщины приводят её к телу подрядчика, подозреваемого в коррупции, команда хочет использовать её, чтобы выяснить, что произошло. Гиббс тем временем пытается выяснить, что задумала эта женщина и какой скрытый мотив у неё. |    |                                                        |                       |                                                                          |                   |                        |
| 339 | 9  | «Ready or Not» «Готовы или нет»                        | Терренс О'Хара        | Скотт Уильямс                                                            | 21 ноября 2017    | 12.54                  |
| NCIS преследует международного преступника торгующего оружием. Эбби вместе с Делайлой мчится в больницу на роды. Ситуация меняется, когда торговец оружием появляется в этой самой больнице. |    |                                                        |                       |                                                                          |                   |                        |
| 340 | 10 | «Double Down» «Удвоить»                                | Элрик Райли           | Кристофер Дж. Уэйлд                                                      | 12 декабря 2017   | 12.58                  |
| В то время как Слоан и Торрес защищают конгрессмена (и одного из друзей Гиббса) в Афганистане, команда расследует дело его сына. |    |                                                        |                       |                                                                          |                   |                        |
| 341 | 11 | «High Tide» «Высокий прилив»                           | Тони Уормби           | Дэвид Дж. Норт & Стивен Д. Биндер                                        | 2 января 2018     | 14.10                  |
| Торрес и Бишоп работают под прикрытием в качестве преступной пары, во время операции по отслеживанию незаконных наркотиков на гражданской пристани в Норфолке. |    |                                                        |                       |                                                                          |                   |                        |
| 342 | 12 | «Dark Secrets» «Темные секреты»                        | Бетани Руни           | Джордж Шенк & Фрэнк Кардеа                                               | 9 января 2018     | 14.24                  |
| После того, как, казалось бы, счастливый и успешный лейтенант Военно-Морского Флота, покончил с собой, Гиббс и команда проводят тщательное расследование, опрашивая семью и друзей из её прошлого и настоящего. |    |                                                        |                       |                                                                          |                   |                        |
| 343 | 13 | «Family Ties» «Семейные связи»                         | Рокки Кэрролл         | Брендан Феили                                                            | 23 января 2018    | 13.97                  |
| МакГи и Торрес посещают дом старшеклассника, который стал свидетелем нападения. Также дочь Вэнса арестована за кражу в магазине. |    |                                                        |                       |                                                                          |                   |                        |
| 344 | 14 | «Keep Your Friends Close» «Держи друзей близко»        | Марк Горовиц          | Джина Люсита Монреаль                                                    | 6 февраля 2018    | 13.90                  |
| Найдено тело пропавшего командора ВМС, Вэнс приказывает Гиббсу и команде работать с частным детективом,бывшим агентом ФБР Тобиасом Форнеллом, который был нанят, чтобы найти командора. |    |                                                        |                       |                                                                          |                   |                        |
| 345 | 15 | «Keep Your Enemies Closer» «Держи своих врагов близко» | Томас Дж. Райт        | Дженнифер Корбетт                                                        | 27 февраля 2018   | 12.45                  |
| NCIS заключает сделку с осуждённым убийцей Полом Триффом, давая ему 48-часовой отпуск в его бывшей резиденции, являющейся теперь домом МакГи, в обмен на информацию, которая может осудить его бывшего сокамерника, Габриэля Хикса, убийцу, который обманул Гиббса и Форнелла. |    |                                                        |                       |                                                                          |                   |                        |
| 346 | 16 | «Handle With Care» «Осторожное обращение»              | Олрик Райли           | Мэтью Р. Джарретт & Скотт Дж Джаррет                                     | 6 марта 2018      | 12.92                  |
| Гиббс со своей командой берётся за расследование дела, в котором замешан отставной сержант морской пехоты Джон Росс. Команда пытается разобраться во всем, и очистить имя сержанта. |    |                                                        |                       |                                                                          |                   |                        |
| 347 | 17 | «One Man's Trash» «Хлам»                               | Майкл Цинберг         | Скотт Уильямс                                                            | 13 марта 2018     | 13.26                  |
| Гиббс и Даки смотря телевизор случайно видят по нему, как в новостях говорят о предмете. Они узнают что это оружие убийства, которое не было найдено 16 лет назад. |    |                                                        |                       |                                                                          |                   |                        |
| 348 | 18 | «Death From Above» «Смерть свыше»                      | Рокки Кэрролл         | Кристофер Дж. Уайлд                                                      | 27 марта 2018     | 11.94                  |
| Штаб-квартира морской полиции эвакуирована после того, как команда обнаруживает тело, а также материалы бомбы на крыше дежурки.Кроме того, команда читает первый черновик книги Даки. |    |                                                        |                       |                                                                          |                   |                        |
| 349 | 19 | «The Numerical Limit» «Количественный предел»          | Лесли Либман          | Стивен Д. Биндер & Дэвид Дж. Норт                                        | 03 апреля 2018    | 12.23                  |
| Гиббс получает защитный ордер над 10-летней беженкой-сиротой Еленой, когда очередное дело NCIS указывает, что она является мишенью банды насильников. |    |                                                        |                       |                                                                          |                   |                        |
| 350 | 20 | «Sight Unseen» «Вслепую»                               | Бетани Руни           | Брендан Феили                                                            | 17 апреля 2018    | 11.58                  |
| NCIS ищет старшину подозреваемого в нападении, который убегает, когда шериф перевозящий его, во время преследования пьяного водителя на автомобиле врезается в озеро. Торрес вплотную общается с ключевым свидетелем, слепой Энни Барт (Мэрилин Токингтон), слышавшей важные вещи, жизненные для распутывания дела.                                                                               |    |                                                        |                       |                                                                          |                   |                        |
| 351 | 21 | «One Step Forward» «Шаг вперед»                        | Джеймс Уитмор-младший | Джина Люсита Монреаль                                                    | 01 мая 2018       | 12.35                  |
| Сара Картер (Скай П. Маршалл) просит Гиббса расследовать убийство её матери, поскольку она считает, что местные власти признали виновным не того человека. Кроме того, Эбби удостаивается ужина для двоих в совершенно новый пятизвёздочный ресторан-иглу и должна решить, какой коллега заслуживает пойти с ней туда.Эпизод заканчивается неожиданно, нападением неизвестного на Эбби и Ривза.   |    |                                                        |                       |                                                                          |                   |                        |
| 352 | 22 | «Two Steps Back» «Два шага назад»                      | Майкл Цинберг         | Дженнифер Корбетт                                                        | 08 мая 2018       | 15.04                  |
| В ходе расследования о покушении на членов команды NCIS выясняется, кто является последней целью киллера.Команда должна поднять старые дела Эбби, чтобы определить, кто ищет мести. Эбби потрясённая смертью Клейтона Ривза, решает уйти, что бы продолжить дело Ривза в волонтёрском движении.Это последний эпизод сериала c Поли Перретт в роли Эбби Шуто и Дуэйна Генри в роли Клейтона Ривза. |    |                                                        |                       |                                                                          |                   |                        |
| 353 | 23 | «Fallout» «Последствие»                                | Терренс О'Хара        | сюжет Кристофер Дж. Уайлд/ сценарий Дэвид Дж. Норт & Кристофер Дж. Уайлд | 15 мая 2018       | 12.71                  |
| Гиббс посещает поминальную службу по другу пропавшему в море.Гиббс обнаруживает, что покойный, капитан ВМФ Филлип Брукс (Дон Лейк), скрывался в бомбоубежище после того, как его лодка была атакована, и он выплыл на берег.Выяснилось, что его жена Марси (Сьюзан Уолтерс) обманывает его уже в течение двух лет. В команде появляется новый судмедэксперт Кейси Хайнс (Диона Ризоновер)         |    |                                                        |                       |                                                                          |                   |                        |
| 354 | 24 | «Date with Destiny» «Свидание с судьбой»               | Тони Уормби           | Джордж Шенк & Фрэнк Кардеа & Скотт Уильямс                               | 22 мая 2018       | 12.07                  |
| Слоан твёрдо убеждена, что видела человека, который держал её в заложниках и пытал её много лет назад в Афганистане, и, как полагают, был убит после её спасения, но жив и теперь в Вашингтоне. Вэнс и Гиббс боятся, что она готова рискнуть всем, чтобы уничтожить этого человека. |    |                                                        |                       |                                                                          |                   |                        |